# Elcho Island Airport
Elcho Island Airport är en flygplats i Australien. Den ligger i kommunen East Arnhem och territoriet Northern Territory, omkring 520 kilometer öster om territoriets huvudstad Darwin. Den ligger på ön Elcho Island.
Trakten runt Elcho Island Airport är nära nog obefolkad, med mindre än två invånare per kvadratkilometer..
Savannklimat råder i trakten. Genomsnittlig årsnederbörd är 1 429 millimeter. Den regnigaste månaden är mars, med i genomsnitt 373 mm nederbörd, och den torraste är augusti, med 1 mm nederbörd.